# Давид Модзманашвілі
Давид Модзманашвілі  (груз. დავით მოძმანაშვილი, 9 листопада 1986) — грузинський борець вільного стилю, олімпійський медаліст, призер чемпіонатів світу, Європи, Азії та Азійських ігор.

## Спортивні результати на міжнародних змаганнях

### Виступи на Олімпіадах
| Змагання                    | Збірна | Вагова категорія | Місце                     |
| --------------------------- | ------ | ---------------- | ------------------------- |
| Літні Олімпійські ігри 2012 | Грузія | 120.0 кг         | ( Срібло) дискваліфікація |

У січні 2019 року Давид Модзманашвілі, який спочатку виграв срібну медаль літніх Олімпійських ігор 2012 року в Лондоні, був дискваліфікований після позитивного результату тесту на заборонені речовини.

### Виступи на Чемпіонатах світу
| Змагання                        | Збірна     | Вагова категорія           | Місце  |
| ------------------------------- | ---------- | -------------------------- | ------ |
| Чемпіонат світу з боротьби 2007 | Грузія     | вільна боротьба, до 120 кг | 14     |
| Чемпіонат світу з боротьби 2011 | Грузія     | вільна боротьба, до 120 кг | Бронза |
| Чемпіонат світу з боротьби 2017 | Узбекистан | вільна боротьба, до 125 кг | 17     |

### Виступи на Чемпіонатах Європи
| Змагання                         | Збірна | Вагова категорія           | Місце  |
| -------------------------------- | ------ | -------------------------- | ------ |
| Чемпіонат Європи з боротьби 2010 | Грузія | вільна боротьба, до 120 кг | 11     |
| Чемпіонат Європи з боротьби 2011 | Грузія | вільна боротьба, до 120 кг | 7      |
| Чемпіонат Європи з боротьби 2012 | Грузія | вільна боротьба, до 120 кг | Бронза |
| Чемпіонат Європи з боротьби 2014 | Грузія | вільна боротьба, до 125 кг | 5      |

### Виступи на Чемпіонатах Азії
| Змагання                       | Збірна     | Вагова категорія           | Місце  |
| ------------------------------ | ---------- | -------------------------- | ------ |
| Чемпіонат Азії з боротьби 2018 | Узбекистан | вільна боротьба, до 125 кг | Золото |

### Виступи на Азійських іграх
| Змагання                        | Збірна     | Вагова категорія           | Місце  |
| ------------------------------- | ---------- | -------------------------- | ------ |
| Азійські ігри в приміщенні 2017 | Узбекистан | вільна боротьба, до 125 кг | Золото |
| Азійські ігри 2018              | Узбекистан | вільна боротьба, до 125 кг | Бронза |

### Виступи на Кубках світу
| Змагання                    | Збірна | Вагова категорія           | Місце  |
| --------------------------- | ------ | -------------------------- | ------ |
| Кубок світу з боротьби 2006 | Грузія | вільна боротьба, до 96 кг  | Бронза |
| Кубок світу з боротьби 2007 | Грузія | вільна боротьба, до 120 кг | 6      |
| Кубок світу з боротьби 2012 | Грузія | вільна боротьба, до 120 кг | 5      |

### Виступи на інших змаганнях
| Змагання                                     | Збірна     | Вагова категорія                 | Місце  |
| -------------------------------------------- | ---------- | -------------------------------- | ------ |
| Золотий Гран-прі з боротьби 2010 (Тбілісі)   | Грузія     | вільна боротьба, до 120 кг       | Бронза |
| Золотий Гран-прі з боротьби 2010 (Баку)      | Грузія     | вільна боротьба, до 120 кг       | 5      |
| Турнір Г. Картозія і В. Балавадзе 2011       | Грузія     | вільна боротьба, до 120 кг       | Золото |
| Золотий Гран-прі з боротьби 2011 (Баку)      | Грузія     | вільна боротьба, до 120 кг       | Бронза |
| Київський Міжнародний турнір з боротьби 2012 | Грузія     | вільна боротьба, до 120 кг       | Золото |
| Київський Міжнародний турнір з боротьби 2013 | Грузія     | вільна боротьба, до 120 кг       | Бронза |
| Турнір Алі Алієва 2013                       | Грузія     | вільна боротьба, до 120 кг       | 7      |
| Турнір Степана Саргісяна 2013                | Грузія     | вільна боротьба, до 120 кг       | Бронза |
| Турнір Дмитра Коркіна 2013                   | Грузія     | вільна боротьба, до 120 кг       | Золото |
| Кубок Рамзана Кадирова 2013                  | Грузія     | вільна боротьба, до 120 кг       | Золото |
| Кубок Тахті 2014                             | Грузія     | вільна боротьба, до 125 кг       | 16     |
| Міжнародний турнір Дінмухамеда Кунаєва 2014  | Грузія     | вільна боротьба, до 125 кг       | Срібло |
| Турнір Олександра Медведя 2015               | Грузія     | вільна боротьба, до 125 кг       | Золото |
| Турнір Алі Алієва 2015                       | Грузія     | вільна боротьба, до 125 кг       | Бронза |
| Турнір Степана Саргісяна 2015                | Грузія     | вільна боротьба, до 125 кг       | Срібло |
| Кубок Алроси 2015                            | Грузія     | вільна боротьба, до 125 кг       | Бронза |
| Міжнародний турнір Дінмухамеда Кунаєва 2015  | Грузія     | вільна боротьба, до 125 кг       | Срібло |
| Pro Wrestling League 2015                    | Грузія     | команда                          | 4      |
| Кубок Ахмата Кадирова 2017                   | Узбекистан | вільна боротьба, до Teamevent кг | 5      |
| Інтерконтинентальний кубок з боротьби 2017   | Узбекистан | вільна боротьба, до 125 кг       | Золото |
| Міжнародний турнір Дінмухамеда Кунаєва 2017  | Узбекистан | вільна боротьба, до 125 кг       | Золото |
| Турнір Г. Картозія і В. Балавадзе 2018       | Узбекистан | вільна боротьба, до 125 кг       | 14     |
| Гран-прі Іспанії з боротьби 2018             | Узбекистан | вільна боротьба, до 125 кг       | Золото |

### Виступи на змаганнях молодших вікових груп
| Змагання                                       | Збірна | Вагова категорія          | Місце  |
| ---------------------------------------------- | ------ | ------------------------- | ------ |
| Чемпіонат Європи з боротьби серед кадетів 2004 | Грузія | вільна боротьба, до 85 кг | 5      |
| Чемпіонат світу з боротьби серед юніорів 2006  | Грузія | вільна боротьба, до 96 кг | Срібло |

## Скандали
Давид Модзманашвілі двічі провалював допінг-тести. Перший раз це сталося на чемпіонаті Європи-2008, де він у фіналі переміг етнічного грузина, уродженця Північної Осетії Давида Мусульбеса, що довго виступав за збірну Росії, а в той час після трирічної перерви повернувся на килим, представляючи Словаччину. Модзманашвілі був об'явлений чемпіоном, але після виявлення допінгу його результат був анульований, завойовану ним золоту медаль передали Давиду Мусульбесу, а сам грузинський вольник був покараний дворічною дискваліфікацією. Вдруге він провалив допінг-тест у лютому 2016 року після того, як виграв чемпіонат Грузії. Сам спортсмен зізнався у вживанні заборонених препаратів, цього разу йому загрожує пожиттєва дискваліфікація.